# Punta Calamizzi

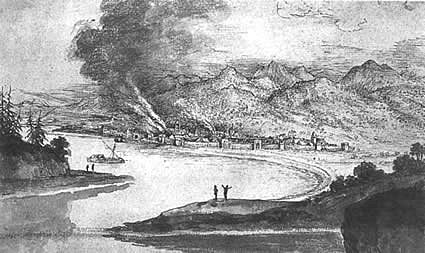
Disegno di Pieter Bruegel il Vecchio dov'è visibile Punta Calamizzi con la foce del Calopinace e la città di Reggio.

Punta Calamizzi, anticamente Pallantiòn (Pallanzio) o Promontorio Reggino, era una lingua di terra che s'inoltrava per alcuni chilometri nel mare su cui fu costituito nel corso del II millennio a.C. il primo nucleo abitativo dell'antica città di Reggio Calabria, che si è inabissata nel XVI secolo.
Presso Punta Calamizzi vi era la foce del fiume Apsìas (oggi fiumara Calopinace), mentre il promontorio stesso - riparo naturale dai venti e dalle correnti dello Stretto - costituiva l'antico porto di Reggio.
Con il nome di Calamizzi viene oggi invece indicata la spiaggia che si estende a Sud del Calopinace, e che oggi conserva tale nome appartenuto in origine ad una zona non più esistente.

## Il sito
L'area costituisce la zona più antica della città di Reggio Calabria, abitata in origine dalle popolazioni autoctone, dagli Aschenazi, dagli Ausoni e, successivamente punto d'approdo dei coloni greci che qui fondarono Rhegion, prima città-stato in Calabria che divenne tra le più fiorenti della Magna Grecia.
Tucidide definì Reggio per il promontorio di Punta Calamizzi come "Acrotèrio d'Italia", che sembrava volersi ricongiungere alla Sicilia in un'armoniosa estensione, come fosse la decorazione sommitale di un tempio di prestigio, immortalata dall'autore in una frase che sintetizzò la bellezza, la grazia e la magnificenza della città dello stretto, che stava come una decorazione terminale dell'Italia greca, come fosse appunto il "tempio d'Italia".
Questa lingua di terra che anticamente costituiva il porto naturale di Reggio al riparo dalle correnti dello stretto e dai venti, sprofondò per un movimento bradisismico il 20 ottobre 1562 (e con essa anche un monastero che vi sorgeva), causato dalla deviazione del fiume Calopinace che fu eseguita qualche decennio prima per la costruzione del Castelnuovo (Fortino a Mare), fortificazione sul fronte a mare della città.
Nei primi decenni del XX secolo nel periodo della ricostruzione, si è recuperata la zona mutilata dalla storia consentendo la costruzione della nuova stazione ferroviaria (Reggio Calabria Centrale), mentre il nuovo porto fu costruito a nord della Rada dei Giunchi nel corso del IX secolo, poi ampliato nel XX secolo.

## Il porto di Reggio nell'antichità

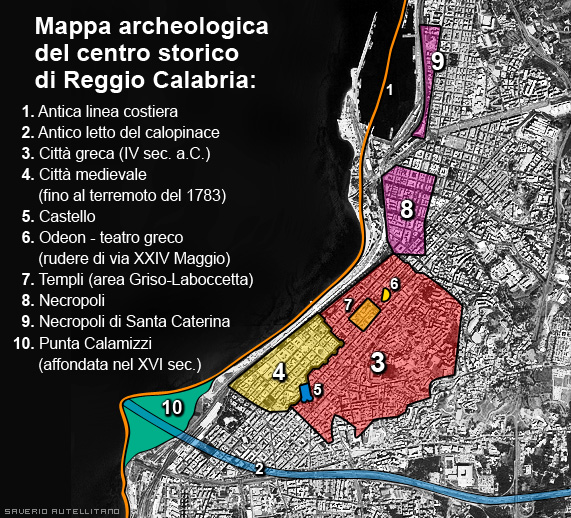
Mappa archeologica del centro storico di Reggio che mostra l'antica morfologia della costa con la Punta Calamizzi.

I problemi della topografia di Reggio greca hanno impegnato, sin dal XVIII secolo, non solo la letteratura antiquaria locale, ma anche la saggistica archeologica. Fra essi, la localizzazione del porto.
Infatti Diodoro Siculo (16.68.4-5) e Plutarco (Tym. 9.4 e 10.1-4) forniscono descrizioni ed informazioni, che è possibile riferire a situazioni topografiche e a dati archeologici, noti dalla cartografia e dagli scavi, ma non più dall'evidenza urbanistica. I cataclismi e l'intervento umano hanno mutato, nei secoli, l'aspetto dei luoghi e la stessa orografia ed idrografia della città antica, superstiti ancora alle soglie dell'età moderna.
Il racconto che Diodoro e Plutarco danno della sosta di Timoleonte, nel 344 a.C., risale con ogni evidenza ad una stessa fonte, che si dimostra precisamente informata sulla topografia reggina. Tale fonte risulta essere Athanis di Siracusa, storiografo del IV secolo a.C., che proseguì il περὶ Σιχελίας di Filisto, esponendo la storia contemporanea dal 350 a.C. circa. L'opera oggi perduta si svolgeva perciò tra la caduta di Dionisio II ed il ritiro di Timoleonte dalla scena politica, trattando in dodici libri il breve periodo di circa un quindicennio. la sua era dunque una trattazione dettagliata, non solo narrava avvenimenti che gli erano contemporanei, ma per sua origine siracusana, doveva anche avere una conoscenza diretta dei luoghi dove Timoleonte aveva operato. Pertanto Athanis va giudicato fonte attendibile nei particolari topografici su Reggio, che la tradizione diodereo-plutarchea ci ha conservato di lui.
Nel novembre del 2007 una spedizione subacquea sembra aver riportato alla luce i resti dell'antico tempio di Artemide Fascelide il famoso santuario reggino che sorgeva proprio presso Punta Calamizzi.

## Etimologia
Secondo una delle ipotesi sul toponimo, esso potrebbe derivare da un'omonima località greca chiamata appunto Kalamitsi, dunque probabilmente durante la fondazione o la colonizzazione di Reggio, o in tempi successivi, alcuni oriundi ellenici vollero celebrare il ricordo della contrada da cui provenivano per una qualche presunta affinità paesaggistica o territoriale. Ciò farebbe ritenere che essi provenissero dalla Kalamitsi della Calcidica o da quella della Messenia (avvalorando dunque la tesi delle due differenti stirpi di coloni), o meno probabilmente da altri posti con lo stesso nome, come ad esempio le Kalamitsi nell'isola di Leucade e nella prefettura cretese della Canea.Va considerato che il toponimo ha un valore descrittivo, allude infatti a un possibile "piccolo canneto" alla foce del fiume, nome che corrisponde a "cannitello", che oggi è una località non lontana. 